# In viaggio con Alberto
In viaggio con Alberto (Alberto Express) è un film del 1990 diretto da Arthur Joffé.

## Trama
La vicenda si svolge inizialmente a Roma. Alberto è intenzionato a lasciare la famiglia di origine per cominciare a vivere e a mantenersi da solo. Il padre però vuole calcolare quanto ha speso fino a quel momento per crescerlo: 30.250.000 lire che devono essere restituiti prima che lui stesso diventi padre.
Passano quindici anni e Alberto sta per diventare papà; oltre ad essere disoccupato e senza un centesimo, ha sulle spalle il debito verso il genitore. L'unica soluzione è lasciare Parigi, dove si era trasferito con la moglie Juliette, e tornare a Roma per cercare di reperire la somma sufficiente, il viaggio però gli riserva molte sorprese. Quando è ormai riuscito a raggranellare i soldi necessari un imprevisto gli rovina tutto e solo l'intervento di una misteriosa nobildonna gli consente di risolvere i suoi problemi e di abbracciare il suo primogenito.